# Acide 2,2'-biquinoline-4,4'-dicarboxylique
L'acide 2,2’-biquinoline-4,4'-dicarboxylique, ou acide bicinchoninique, est un acide dicarboxylique de formule brute C20H12N2O4 utilisé en chimie analytique pour quantifier la quantité de protéine en solution.

## Utilisation
L'acide bicinchonique est notamment utilisé pour réaliser un dosage protéique (méthode du BCA, ou BC Assay). C'est en effet un réactif colorigène hautement spécifique pour le Cu(I), qui forme un complexe pourpre ayant une absorption optique maximale à 562 nm. La réaction est mise en œuvre pour améliorer celle du réactif de Biuret avec les liaisons peptidiques, elle-même une amélioration du réactif Folin-Ciocalteu.

## Production et synthèse
Cet acide hétérocycle peut être synthétisé à partir d'un mélange d'isatine, de butan-2,3-dione et d'une solution d'hydroxyde de potassium chauffé à 100 °C.